# Armageddon
Armageddon (héberül:  הַר מְגִדֹּו , har mĕgiddōn; ógörögül: Ἁρμαγεδών , Harmagedōn ; latinul: armagedon) héber eredetű szó, jelentése: Megiddó hegye.
Armageddon pontos helye nem világos, mert Megiddó mellett nincs hegy. Mivel azonban a „har” szó dombot is jelenthet, a legvalószínűbb helyszín az izraeli Haifától délkeletre, a Jezréel síkságának nyugati szélén a Megiddót körülvevő dombvidék.

## A történelemben
A történelem során számtalan csatát vívtak ezen a vidéken: az ókori egyiptomiak, asszírok, görögök, rómaiak, a középkori keresztesek, majd Napóleon seregei, illetve helyszíne volt az első világháború és az 1948-as arab-izraeli háború csatáinak is.
A Megiddó körüli síkság két nagy győzelméről volt híres az ókori Izrael történelmében: Bárák győzelme a kánaániták felett  és Gedeon győzelme a midiániták felett. Itt történt két nagy ókori tragédia is: Saul és fiai halála  és Jósiás király halála.
Történészi értelmezése szerint a Jelenések könyve jövő időben íródó történelmi leírás, így közvetlenül beszél valamelyik megiddói csatáról, legvalószínűbben az i. e. 609-es megiddói csatáról, amelyben Jósiás szállt szembe II. Nékóval. Már a fogság prófétái is nosztalgiával tekintettek Jósiásra, mivel utódainak Egyiptom-barát politikáját vélték a babiloni fogság okának. Ilyen szempontból ez a megiddói csata valóban sorsfordító jelentőségű volt Júdea számára.

## Biblia
Armageddon neve a Bibliában csak a Jelenések könyvében fordul elő (16:16), mint Isten seregei és az Antikrisztus közötti végső nagy csata színhelye. A látomás írója azt mondja, hogy az egész föld királyai (vezetői) összegyűlnek egy háborúra, amely a Mindenható Isten nagy napján zajlik majd. Az itt megjelenített „föld királyainak összegyűjtése” a „hatodik pohár” kiöntésének (Isten haragjának) eredménye, a hét utolsó csapás része.
És láttam, hogy a sárkány szájából, a fenevad szájából és az álpróféta szájából három tisztátalan szellem jön ki, mintha békák lennének, 
mert démonok lelkei ezek, akik jeleket művelnek, és a föld összes királyaihoz mennek, hogy összegyűjtsék őket a harcra a Mindenható Isten nagy napjára...
És egybegyűjti őket arra a helyre, amelyet héberül Harmageddónnak neveznek.

## Kereszténység
Sokak szerint Armageddon a Jelenésekben valószínűleg azért lett a nagy csata helyszíne, mert stratégiai fekvése miatt a környék a történelem folyamán számos katonai összecsapás színhelye volt.
A bibliai kép értelmezhető szó szerint, vagy szimbolikusan is, a Jelenések könyvének megfelelően. Különféle keresztény értelmezések léteznek, amelyek közül sok az eszkatalogikus perspektívákhoz kapcsolódik. Gyakori értelmezésében egy világvégére utal, a jó és gonosz közötti utolsó, apokaliptikus küzdelemre. Hogy ki a gonosz, az Antikrisztus, arról a bibliamagyarázóknak eltérő a véleménye. Jelentheti Krisztus valamely ellenségét, egy istenellenes hatalmat, vagy olyasvalakit, aki Krisztus nevét és jogait bitorolja. A jók általánosan értelmezve Isten népe.
Az Armageddon tehát gyakran az az esemény, ahol a jó és a rossz végső csatája lezajlik. Ez különösen a 19. században létrejött protestáns evangéliumi mozgalmakban és a Jehova Tanúi körében vált hangsúlyossá. 1980-ban Hal Lindsey amerikai evangelikál lelkész a Visszaszámlálás Armaggedonig (The 1980's: Countdown to Armageddon) című könyvében arról jósolt, hogy az USA és a Szovjetunió közötti atomháború fogja bevezetni ezt a végső csatát. Könyve akkor több mint 20 hétig szerepelt a New York Times bestsellerlistáján.
Sok premillennialista – és különösen a diszpenzacionalista – az Armageddont valódi katonai konfliktusnak tekinti, amely Izraelben fog bekövetkezni, az Antikrisztus által vezetett erőkkel, közvetlenül Krisztus ezer éves földi uralmának kezdete előtt. Sokan mások nem szó szerinti katonai konfliktusként fogják fel, hanem a „pogányság” és az „evangélium” erői közötti lelki konfliktusként.

### Preterista nézet
A preterista értelmezés szerint a Jelenések jelképei, pecsétei és a poharai által ecsetelt képek és jelenségek mögött az 1. századi zsidó-római háború eseményeire és Jeruzsálem ostromának körülményeire kell gondolnunk. A teljes preteristák úgy vélik, hogy a Jelenések könyvében található összes prófécia beteljesedett i.sz. 70-ben.

### Futurista nézet
A Jelenések könyvének futurista értelmezése alapján, – amely különösen a diszpenzacionalisták körében népszerű  –  egy igazi csata lesz a jövőben, a nagy nyomorúság végén.

### Jehova Tanúi
A Jehova Tanúi úgy vélik, hogy az Armageddon Isten ítéletvégrehajtásának az az eszköze, amellyel megvalósítja azt a célját, hogy a Földet olyan boldog emberekkel népesítse be, akik mentesek lesznek a bűntől és a haláltól. Azt tanítják, hogy a menny seregei kiirtják mindazokat, akik szembeszállnak Isten Királyságával, eltörölnek minden gonosz embert a Földről, csak az igaz hívőket hagyják meg.
Nézetük szerint az Armageddon valós csatát jelent, de nem szó szerinti helyet. Nem a Közel-Keleten zajlik majd, hanem az egész Földet érinti. Ez lesz az utolsó háború, de nem olyan háború lesz, melyet csak emberek vívnak egymás ellen, hanem olyan, amelyben Jehova Isten láthatatlan seregei is részt vesznek, de az ő földi népe nem fog részt venni a küzdelemben. A zűrzavarban a menny ellenségei egymást fogják ölni, de aztán felismerik, hogy Isten harcol ellenük. A háborúval Isten megsemmisíti a sátáni földi rendszert és utána elkezdődik Krisztus 1000 éves királysága. Ez idő alatt a "szelídek és igazak" a Földet „Édenkertté” alakítják, Krisztus pedig visszaadja az emberiségnek azt a tökéletességet, amelyet az a bűn miatt elveszített.

### Adventisták
A hetednapi adventisták szerint az Armageddon, „az Úr napja” és „Krisztus második eljövetele” ugyanabban az időben teljesednek.
Korábbi nézetük alapján valós csatát jelölt, amely szerint – a török birodalom bukásának kezdetével, – összejönnek a világ vezető hatalmai, hogy a világuralomért harcoljanak, de közben hirtelen a menny seregeivel találják magukat szemben. Az esemény egyben a világ végét és Krisztus eljövetelét jelentette.
Mai nézetük alapján az Armageddon nem Izraelben vagy a Közel-Keleten zajló fizikai csatára utal, hanem egy lelki harc metaforája, egy világszéles küzdelem Krisztus és Sátán erői között. Bár sok minden homályos előttük az Armagedonnal kapcsolatban, ami biztos, hogy Krisztus serege győzedelmeskedik.

## Ezoterika
Egyes ezoterikus nézetek alapján Armageddon csatája már megkezdődött és jelenleg is zajlik a sötétség és a fény erői között a Földön.